# Orazio Francesco Piazza
Orazio Francesco Piazza (Solopaca, 4 ottobre 1953) è un vescovo cattolico italiano, dal 7 ottobre 2022 vescovo di Viterbo.

## Biografia
È nato a Solopaca, in provincia di Benevento e diocesi di Cerreto Sannita-Telese-Sant'Agata de' Goti, il 4 ottobre 1953.

### Formazione e ministero sacerdotale
Dopo gli studi presso il seminario minore di Cerreto Sannita, dove ha frequentato le scuole medie e il ginnasio, nel 1971 ha concluso gli studi superiori, conseguendo la maturità classica presso il Pontificio Seminario Regionale "Pio XI" di Benevento.
Dopo la maturità ha proseguito la formazione e il discernimento presso la Pontificia facoltà teologica dell'Italia meridionale di Napoli (sezione San Luigi), dove ha conseguito nel 1976 il baccellierato in filosofia e teologia, nel 1978 la licenza in teologia dogmatica e nel 1983 anche il dottorato in teologia dogmatica, studiando approfonditamente l'ecclesiologia post-conciliare.
Il 25 giugno 1978 è stato ordinato presbitero per la diocesi di Cerreto Sannita-Telese-Sant'Agata de' Goti dal vescovo Felice Leonardo.
Dopo l'ordinazione ha curato particolarmente la formazione teologico-spirituale di sacerdoti e religiosi attraverso corsi ed esercizi spirituali in varie diocesi italiane e per istituti e congregazioni e, in modo particolare, nel 2004 ha fondato il Centro Studi Sociali Bachelet Onlus per la formazione dei giovani alla sensibilità sociale e civile, di cui è stato presidente e direttore del corso di CittadinanzAttiva.
Si è particolarmente impegnato nel mondo dei media attraverso giornali (attività giornalistica) e conduzione televisiva di programmi divulgativi (per 4 anni Credere pensando) in reti televisive private a larga diffusione territoriale.
Dal 1978 per tre anni ha svolto il proprio ministero come vicario parrocchiale a Telese Terme, venendo poi trasferito come rettore con funzioni parrocchiali presso la chiesa del Santissimo Corpo di Cristo a Solopaca. Dal 1988 al 1992 è stato rettore del santuario della Madonna del Roseto a Solopaca; dal 1989 al 2013 è stato invece assistente unitario diocesano di Azione Cattolica. Nel 1992 è stato nominato dal vescovo Mario Paciello vicario episcopale per il settore evangelizzazione e testimonianza, compito che ha svolto fino alla nomina episcopale, insieme a quello di membro del collegio dei consultori e del consiglio presbiterale diocesano; in questo periodo ha ricoperto, nel 1997, anche il ruolo di curatore degli eventi alfonsiani.
Nel 1997 ha incominciato la sua docenza di etica sociale presso la facoltà di scienze economiche ed aziendali dell'Università degli Studi del Sannio di Benevento e, l'anno successivo, è stato nominato assistente unitario regionale di Azione Cattolica, ruolo che ha svolto fino al 2013.

### Ministero episcopale

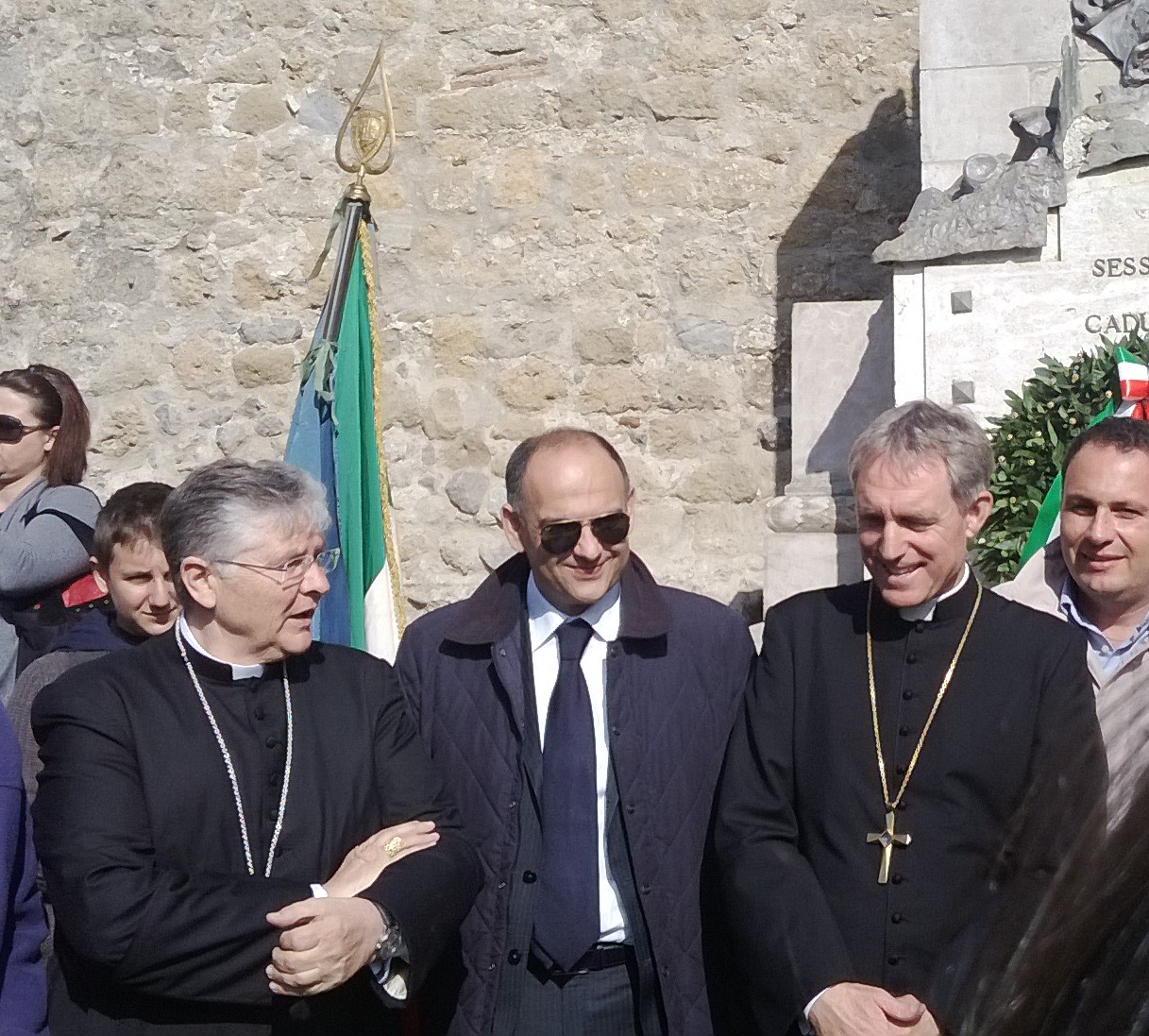
Il vescovo Piazza con mons. Georg Gänswein

Il 25 giugno 2013 papa Francesco lo ha nominato vescovo di Sessa Aurunca; succede ad Antonio Napoletano, dimessosi per raggiunti limiti di età. Il 21 settembre seguente ha ricevuto l'ordinazione episcopale, nello stadio comunale "Alterio" di Telese Terme, dal cardinale Crescenzio Sepe, co-consacranti il vescovo Michele De Rosa e l'arcivescovo Antonio Franco. Il 4 ottobre prende possesso canonico della diocesi.
Il 14 aprile 2018 papa Francesco lo ha nominato membro della Congregazione delle cause dei santi.
Dal 30 aprile 2019 ha ricoperto anche l'ufficio di amministratore apostolico della diocesi di Alife-Caiazzo, in seguito all'accettazione della rinuncia del vescovo Valentino Di Cerbo. Ha ricoperto l'incarico fino al 14 marzo 2021, giorno dell'ingresso in diocesi del nuovo vescovo Giacomo Cirulli.
È stato segretario della Commissione episcopale per la dottrina della fede, l'annuncio e la catechesi della Conferenza Episcopale Italiana dal 2015 al 2021.
In occasione della pandemia di COVID-19 del 2020 in Italia, dopo aver lanciato una raccolta fondi per donare un respiratore all'ospedale San Rocco di Sessa Aurunca, ha condannato gli scontri, che si sono registrati a Mondragone, tra la comunità italiana e quella straniera, affermando che essi non fanno altro che aggravare il problema. Riguardo al conflitto tra la comunità italiana e quella bulgara, egli ha espresso vicinanza alla comunità straniera, denunciando lo sfruttamento nei campi e le condizioni avverse in cui essi sono costretti a vivere.
Il 7 ottobre 2022 papa Francesco lo ha nominato vescovo di Viterbo; è succeduto a Lino Fumagalli, dimessosi per raggiunti limiti di età. Il 3 dicembre ha preso possesso canonico della diocesi.

## Stemma e motto
D'azzurro, alla città con tre torri d’oro, sormontata da un'ombra di sole dello stesso, caricata da un chrismon, con le lettere alpha e omega poste sotto il braccio traverso, il tutto di rosso.
Motto: Christus lumen gentium.
Il motto latino scelto da monsignor Piazza è tratto dall'inizio della Lumen Gentium: Lumen gentium cum sit Christus" ("Cristo è la luce delle genti").

## Genealogia episcopale
La genealogia episcopale è:
- Cardinale Scipione Rebiba
- Cardinale Giulio Antonio Santori
- Cardinale Girolamo Bernerio, O.P.
- Arcivescovo Galeazzo Sanvitale
- Cardinale Ludovico Ludovisi
- Cardinale Luigi Caetani
- Cardinale Ulderico Carpegna
- Cardinale Paluzzo Paluzzi Altieri degli Albertoni
- Papa Benedetto XIII
- Papa Benedetto XIV
- Papa Clemente XIII
- Cardinale Enrico Benedetto Stuart
- Papa Leone XII
- Cardinale Chiarissimo Falconieri Mellini
- Cardinale Camillo Di Pietro
- Cardinale Mieczysław Halka Ledóchowski
- Cardinale Jan Maurycy Paweł Puzyna de Kosielsko
- Arcivescovo Józef Bilczewski
- Arcivescovo Bolesław Twardowski
- Arcivescovo Eugeniusz Baziak
- Papa Giovanni Paolo II
- Cardinale Crescenzio Sepe
- Vescovo Orazio Francesco Piazza

## Pubblicazioni
- La Speranza. Logica dell'impossibile, Milano, Edizioni Paoline, 1998, ISBN 88-315-1536-5.
- Padre nostro… liberaci dal male, curatela, Cinisello Balsamo, Edizioni San Paolo, 2000, ISBN 88-215-4210-6.
- Lo Specchio i Frammenti il Volto. Frammentazione della storia e destinazione dell'uomo, Cinisello Balsamo, Edizioni San Paolo, 2001, ISBN 88-215-4453-2.
- Giuliano di Toledo, Conoscere le ultime realtà, traduzione e introduzione, Palermo, L'Epos, 2005, ISBN 88-8302-292-0.
- I sentieri della speranza. Fonti, paradigmi e contesti, curatela, Trapani, Il pozzo di Giacobbe, 2006, ISBN 88-87324-69-7.
- Trinità e Chiesa. In dialogo con Giacomo Canobbio, curatela, Cinisello Balsamo, Edizioni San Paolo, 2006, ISBN 88-215-5712-X.
- Dizionario di Ecclesiologia, curatela con Gianfranco Calabrese e Philip Goyret, Roma, Città Nuova Editrice, 2010, ISBN 978-88-311-9342-9.
- La sopravvivenza della famiglia, con Francesco Vespasiano e Elvira Martini, Milano, FrancoAngeli, 2010, ISBN 978-88-568-3221-1.
- Alfonso Maria de' Liguori e il Concilio Vaticano II: attualità e intuizioni, curatela con Antonio Abbatiello, Roma, Città Nuova Editrice, 2013, ISBN 978-88-311-7506-7.
- Santità, Assisi, Cittadella editrice, 2016, ISBN 978-88-308-1518-6.
- L'uomo e il creato: sviluppo e responsabilità. Il modello della relazione, collana I Dialoghi del Pronao/1, Sessa Aurunca, CED Lumen Gentium, 2020, ISBN 978-88-942-6455-5.
- Ireneo di Lione Doctor unitatis, Roma, Città Nuova Editrice, 2022, ISBN 978-88-311-0450-0.